# Liste des monuments classés du gouvernorat de Kébili
Cette liste des monuments classés du gouvernorat de Kébili est une liste des monuments historiques et archéologiques protégés et classés du gouvernorat de Kébili établie par l'Institut national du patrimoine de Tunisie.

## Liste
| Identifiant monument | Site                 | Monument                                        | Adresse | Date de classement | Décret           | Coordonnées                      | Illustration                    |                       |
| -------------------- | -------------------- | ----------------------------------------------- | ------- | ------------------ | ---------------- | -------------------------------- | ------------------------------- | --------------------- |
| 73-1                 | El Hagueuf           | Castellum                                       |         | 1er mars 1905      | 1er mars 1905    | à géolocaliser                   | Image manquante Téléverser      | Télécharger une image |
| 73-2                 | Bir Ghezen           | Puits                                           |         | 22 mars 1899       | 22 mars 1899     | à géolocaliser                   | Image manquante Téléverser      | Télécharger une image |
| 73-3                 | Bir Ghezen           | Poste romain                                    |         | 22 mars 1899       | 22 mars 1899     | à géolocaliser                   | Image manquante Téléverser      | Télécharger une image |
| 73-4                 | Henchir el-Hasnam    | Enceinte rectangulaire                          |         | 22 mars 1899       | 22 mars 1899     | à géolocaliser                   | Image manquante Téléverser      | Télécharger une image |
| 73-5                 | Henchir Krannfir     | Castellum                                       |         | 13 mars 1912       | 13 mars 1912     | à géolocaliser                   | Image manquante Téléverser      | Télécharger une image |
| 73-6                 | Henchir Ouled el-Haj | Puits antique                                   |         | 22 mars 1899       | 22 mars 1899     | à géolocaliser                   | Image manquante Téléverser      | Télécharger une image |
| 73-7                 | Henchir Ouled el-Haj | Poste romain                                    |         | 22 mars 1899       | 22 mars 1899     | à géolocaliser                   | Image manquante Téléverser      | Télécharger une image |
| 73-8                 | Ksar Ghilane         | Ksar Guilane                                    |         | 21 janvier 2021    | 21 janvier 2021  | 33° 00′ 31″ nord, 9° 36′ 58″ est | Ksar Guilane                    | Télécharger une image |
| 73-9                 | Douz Nord            | Site préhistorique de Oued El Azalim            |         | 26 décembre 2022   | 26 décembre 2022 | à géolocaliser                   | Image manquante Téléverser      | Télécharger une image |
| 73-10                | Jemna                | Zaouia de Sidi Abdallah El Hadj                 |         | 22 janvier 2024    | 22 janvier 2024  | à géolocaliser                   | Zaouia de Sidi Abdallah El Hadj | Télécharger une image |
| 73-11                | Kébili               | Grande mosquée de Kébili                        |         | 22 janvier 2024    | 22 janvier 2024  | 33° 41′ 12″ nord, 8° 58′ 05″ est | Grande mosquée de Kébili        | Télécharger une image |
| 73-12                | Kébili               | Zaouia de Sidi Issa                             |         | 22 janvier 2024    | 22 janvier 2024  | 33° 41′ 07″ nord, 8° 58′ 02″ est | Zaouia de Sidi Issa             | Télécharger une image |
| 73-13                | Kébili               | Zaouia de Sidi Abdessalam                       |         | 22 janvier 2024    | 22 janvier 2024  | 33° 41′ 15″ nord, 8° 58′ 07″ est | Zaouia de Sidi Abdessalam       | Télécharger une image |
| 73-14                | Kébili               | Zaouia de Sidi Abdelkader                       |         | 22 janvier 2024    | 22 janvier 2024  | 33° 41′ 17″ nord, 8° 58′ 09″ est | Zaouia de Sidi Abdelkader       | Télécharger une image |
| 73-15                | Kébili Nord          | Muraille défensive romaine « Bir Oum Ali » (de) |         | 4 mars 2025        | 4 mars 2025      | 34° 08′ 14″ nord, 9° 10′ 20″ est | Image manquante Téléverser      | Télécharger une image |